# Hyalopsyche
Hyalopsyche là một chi Trichoptera. Loài đặc trưng của chi là Hyalopsychodes rivalis.

## Các loài
Các loài trong chi này gồm:
- Hyalopsyche disjuncta
- Hyalopsyche incerta
- Hyalopsyche palpata
- Hyalopsyche parsula
- Hyalopsyche parvispinosa
- Hyalopsyche pilosa
- Hyalopsyche plurispinosa
- Hyalopsyche rivalis
- Hyalopsyche sachalinica
- Hyalopsyche similis